# Taigakrokmossa
Taigakrokmossa (Hamatocaulis lapponicus) är en bladmossart som beskrevs av Lars Hedenäs 1989. Enligt Catalogue of Life ingår Taigakrokmossa i släktet käppkrokmossor och familjen Amblystegiaceae, men enligt Dyntaxa är tillhörigheten istället släktet käppkrokmossor och familjen Calliergonaceae. Enligt den finländska rödlistan är arten starkt hotad i Finland. Enligt den svenska rödlistan är arten starkt hotad i Sverige. Arten förekommer i Svealand och Övre Norrland. Arten har tidigare förekommit i Nedre Norrland men är numera lokalt utdöd. Artens livsmiljö är rikkärr. Inga underarter finns listade i Catalogue of Life.